# أنخيل غارسيا (القافز بالزانة)
أنخيل غارسيا هو القافز بالزانة كوبي، ولد في 5 يناير 1967.

## وصلات خارجية
- أنخيل غارسيا على موقع الاتحاد الدولي لألعاب القوى (الإنجليزية)